# Церква Святої Великомучениці Параскеви П'ятниці (Волощина)
Церква Святої Великомучениці Параскеви П'ятниці у Волощині — парафія і храм ПЦУ в селі Волощині Саранчуківської громади Тернопільського району Тернопільської области України. Пам'ятка архітектури місцевого значення.

## Історія церкви
1824 року збудовано дерев'яний храм, який належав до парафії с. Божикова. 
[1924] року створено самостійну парафію. Збереглася дерев'яна двоярусна дзвіниця.
Кількість парафіян: 1832 — 350, 1844 — 379, 1854 — 397, 1864 — 507, 1874 — 530, 1884 — 600, 1894 — 698, 1904 — 736, 1914 — 846.

## Парохи
- о. Іван Стеткевич ([1832], адміністратор; [1836]—1865, парох)
- о. Іларій Стеткевич (1861—1865, сотрудник; 1865—1866, адміністратор; 1866—1901+, парох)
- о. Андрій Кіналь (1897—1901, сотрудник)
- о. Іван Дурбак (1901—1910+, адміністратор)
- о. Григорій Скасків (1910—1912, адміністратор)
- о. Епіфаній Роздольський (1912—1921, парох)
- о. Ярослав Стеткевич (1921—1928+, парох)
- о. Ярослав Літинський (1929—[1944], парох)
- о. Василь Гуль — нині[2]